# Aeroportul Exmouth Gulf
Aeroportul Exmouth Gulf (IATA: EXM, ICAO: YEXM) este un aeroport din Australia de Vest, Australia.
Situat la o altitudine de 14 m, aeroportul dispune de o singură pistă.